# Bălilești
Bălilești là một xã thuộc hạt Argeș, România. Dân số thời điểm năm 2002 là 4419 người.